# Matteo Guardalben
Matteo Guardalben (Nogara, 5 giugno 1974) è un ex calciatore italiano, di ruolo portiere.

## Carriera

### Club
Cresciuto nelle giovanili del Verona, entra in prima squadra nel 1991, dapprima come terzo portiere, e quindi come vice di Attilio Gregori, senza mai scendere in campo. Nel 1994 viene dirottato alla Massese, in Serie C1, dove gioca 27 partite, e con cui termina la stagione dopo i play-out salvezza.
Rientrato all'Hellas Verona, alle spalle di Fabrizio Casazza, debutta anche in gialloblu collezionando 5 presenze in un campionato concluso con la promozione in Serie A. La stagione successiva parte ancora come riserva nella formazione scaligera alle spalle di Attilio Gregori, conquistando il posto da titolare nel corso del campionato. Debutta nella massima serie il 22 settembre 1996 nella sconfitta contro la Fiorentina, e a fine stagione totalizza 25 presenze; la formazione veronese retrocede.
Guardalben rimane comunque nella massima serie, a Parma, diventando secondo del più giovane Gianluigi Buffon. Gioca 3 gare in campionato in quattro stagioni, festeggiando le vittorie della Coppa UEFA 1998-1999, della Coppa Italia 1998-1999 e della Supercoppa italiana del 1999.
Nell'estate del 2001 passa al Piacenza, diventando titolare della formazione biancorossa. Vi resta tre stagioni, due in Serie A e una in Serie B, condizionate da alcuni infortuni di tipo muscolare, e colleziona complessivamente 80 presenze.
Durante la stagione 2002-2003, complice un infortunio ai portieri titolari, Guardalben fu temporaneamente provato dal tecnico Andrea Agostinelli anche nel ruolo di terzino destro durante alcune amichevoli interne del Piacenza. Pur non scendendo mai in campo in partite ufficiali in quella posizione, l'episodio rimane curioso e viene talvolta ricordato come una delle sperimentazioni più insolite della carriera del giocatore.
Il 28 agosto 2004 si trasferisce al Palermo. Esordisce il 12 settembre seguente in Palermo-Siena (1-0) della prima giornata di campionato. Nella stagione 2004-2005 è titolare della formazione rosanero, e anche con le sue ottime prestazioni in 37 incontri giocati su 38 partite di campionato, la formazione siciliana raggiunge lo storico traguardo della qualificazione in Coppa UEFA dopo il sesto posto in campionato. Nel 2005-2006 inizia ancora nel Palermo, e a inizio stagione riporta un serio infortunio che gli costa il posto da titolare in una stagione in cui il Palermo arriva a schierare cinque portieri. Nel gennaio del 2006 ritorna al Parma, dove un altro infortunio lo ferma: disputerà 6 incontri coi ducali.
Il 13 luglio 2006, dopo essere rientrato in Sicilia, viene ceduto a titolo definitivo al Vicenza. Dopo un buon inizio di campionato, in cui è buon protagonista, nonostante la partenza non brillante della formazione biancorossa, il 4 ottobre 2006, nel corso di un allenamento subisce un grave infortunio di gioco che ne pregiudica la continuazione della carriera. Nella stagione 2007-2008 dapprima si alterna con Adriano Zancopè, ma nel gennaio del 2008 la dirigenza biancorossa ingaggia dal Cagliari Marco Fortin, di cui Guardalben diventa riserva.
Nel settembre del 2008, per ritrovare spazio, viene ceduto al Treviso. Con i veneti esordisce alla terza giornata contro il Brescia, disputando una partita impreziosita dal rigore parato ad Andrea Caracciolo.
Nel luglio 2009, svincolatosi dal Treviso dopo il fallimento della società veneta, viene ingaggiato dalla Sampdoria per ricoprire il ruolo di terzo portiere. A fine stagione, in scadenza di contratto, lascia la squadra svincolandosi.
Nell'agosto del 2010 si accasa al Modena. Esordisce con i canarini alla terza giornata di Serie B 2010-2011 in Modena-Padova (1-0), subentrando al 35' all'infortunato Enrico Alfonso. Chiude la stagione con 15 reti subite in altrettante partite. Nella stagione successiva, sempre in Serie B, gioca 3 partite subendo 5 gol. A fine stagione rimane svincolato, non riuscendo più a trovare un accordo con squadre professionistiche negli anni seguenti.

### Nazionale
Per la prima volta, nel giugno 2005, è stato convocato in nazionale maggiore. Viene convocato in altre 2 occasioni ma senza scendere in campo.

## Statistiche

### Presenze e reti nei club
Statistiche aggiornate al termine della carriera.
| Stagione        | Squadra         | Campionato      | Campionato | Campionato | Coppe nazionali | Coppe nazionali | Coppe nazionali | Coppe continentali | Coppe continentali | Coppe continentali | Altre coppe | Altre coppe | Altre coppe | Totale | Totale | Totale |
| Stagione        | Squadra         | Comp            | Pres       | Reti       | Comp            | Pres            | Reti            | Comp               | Pres               | Reti               | Comp        | Pres        | Reti        | Pres   | Reti   |        |
| --------------- | --------------- | --------------- | ---------- | ---------- | --------------- | --------------- | --------------- | ------------------ | ------------------ | ------------------ | ----------- | ----------- | ----------- | ------ | ------ | ------ |
| 1994-1995       | Massese         | C1              | 27         | -30        | CI-C            | ?               | ?               | -                  | -                  | -                  | -           | -           | -           | 27+    | -30+   |        |
| 1995-1996       | Verona          | B               | 6          | -2         | CI              | 1               | -2              | -                  | -                  | -                  | -           | -           | -           | 7      | -4     |        |
| 1996-1997       | Verona          | A               | 25         | -44        | CI              | 1               | -2              | -                  | -                  | -                  | -           | -           | -           | 26     | -46    |        |
| Totale Verona   | Totale Verona   | Totale Verona   | 31         | -46        |                 | 2               | -4              |                    | -                  | -                  |             | -           | -           | 35     | -50    |        |
| 1997-1998       | Parma           | A               | 2          | -4         | CI              | 2               | -1              | UCL                | 0                  | 0                  | -           | -           | -           | 4      | -5     |        |
| 1998-1999       | Parma           | A               | 0          | 0          | CI              | 4               | -4              | CU                 | 0                  | 0                  | -           | -           | -           | 4      | -4     |        |
| 1999-2000       | Parma           | A               | 1          | -1         | CI              | 1               | -1              | UCL+CU             | 0+1                | 0+-1               | SI          | 0           | 0           | 3      | -3     |        |
| 2000-2001       | Parma           | A               | 0          | 0          | CI              | 6               | -5              | CU                 | 1                  | 0                  | -           | -           | -           | 7      | -5     |        |
| 2001-2002       | Piacenza        | A               | 24         | -26        | CI              | 0               | 0               | -                  | -                  | -                  | -           | -           | -           | 24     | -26    |        |
| 2002-2003       | Piacenza        | A               | 22         | -37        | CI              | 2               | -1              | -                  | -                  | -                  | -           | -           | -           | 24     | -38    |        |
| 2003-2004       | Piacenza        | B               | 34         | -27        | CI              | 1               | 0               | -                  | -                  | -                  | -           | -           | -           | 35     | -27    |        |
| Totale Piacenza | Totale Piacenza | Totale Piacenza | 80         | -90        |                 | 3               | -1              |                    | -                  | -                  |             | -           | -           | 83     | -91    |        |
| 2004-2005       | Palermo         | A               | 37         | -41        | CI              | 0               | 0               | -                  | -                  | -                  | -           | -           | -           | 37     | -41    |        |
| lug.-dic. 2005  | Palermo         | A               | 6          | -8         | CI              | 0               | 0               | CU                 | 1                  | -1                 | -           | -           | -           | 7      | -9     |        |
| Totale Palermo  | Totale Palermo  | Totale Palermo  | 43         | -49        |                 | 0               | 0               |                    | 1                  | -1                 |             | -           | -           | 44     | -50    |        |
| gen.-giu. 2006  | Parma           | A               | 7          | -15        | CI              | -               | -               | -                  | -                  | -                  | -           | -           | -           | 7      | -15    |        |
| Totale Parma    | Totale Parma    | Totale Parma    | 10         | -20        |                 | 13              | -11             |                    | 2                  | -1                 |             | 0           | 0           | 25     | -32    |        |
| 2006-2007       | Vicenza         | B               | 3          | -5         | CI              | 1               | -1              | -                  | -                  | -                  | -           | -           | -           | 4      | -6     |        |
| 2007-2008       | Vicenza         | B               | 10         | -16        | CI              | 2               | -4              | -                  | -                  | -                  | -           | -           | -           | 12     | -20    |        |
| lug.-ago. 2008  | Vicenza         | B               | 0          | 0          | CI              | 0               | 0               | -                  | -                  | -                  | -           | -           | -           | 0      | 0      |        |
| Totale Vicenza  | Totale Vicenza  | Totale Vicenza  | 13         | -21        |                 | 3               | -5              |                    | -                  | -                  |             | -           | -           | 16     | -26    |        |
| ago. 2008-2009  | Treviso         | B               | 25         | -29        | CI              | 0               | 0               | -                  | -                  | -                  | -           | -           | -           | 25     | -29    |        |
| 2009-2010       | Sampdoria       | A               | 0          | 0          | CI              | 0               | 0               | -                  | -                  | -                  | -           | -           | -           | 0      | 0      |        |
| 2010-2011       | Modena          | B               | 15         | -15        | CI              | 1               | -3              | -                  | -                  | -                  | -           | -           | -           | 16     | -18    |        |
| 2011-2012       | Modena          | B               | 3          | -5         | CI              | 0               | 0               | -                  | -                  | -                  | -           | -           | -           | 3      | -5     |        |
| Totale Modena   | Totale Modena   | Totale Modena   | 18         | -20        |                 | 1               | -3              |                    | -                  | -                  |             | -           | -           | 19     | -23    |        |
| Totale carriera | Totale carriera | Totale carriera | 247        | 305        |                 | 22+             | 24+             |                    | 3                  | -2                 |             | 0           | 0           | 272+   | 331+   |        |

## Palmarès

### Competizioni nazionali
- Coppa Italia: 1

Parma: 1998-1999
- Supercoppa italiana: 1

Parma: 1999

### Competizioni internazionali
- Coppa UEFA: 1

Parma: 1998-1999